# Carrillo (månekrater)
Carrillo er et lille nedslagskrater på Månen. Det befinder sig på Månens forside nær den østlige rand. På grund af dets placering ses Carillo i perspektivisk forkortning fra Jorden, så det virker ovalt, og dets synlighed er påvirket af libration. Det er opkaldt efter den mexicanske ingeniør N. Carrillo Flores (1911 – 1967).
Navnet blev officielt tildelt af den Internationale Astronomiske Union (IAU) i 1979. 

## Omgivelser
Carillokrateret ligger i den vestlige udkant af Mare Smythii.

## Karakteristika
Kraterets rand er næsten cirkulær. Den indre kratervæg er bredere i den vestlige side end i den østlige.

## Måneatlas
- Billeder af Carrillokrateret i LPI-måneatlasset